# Mile Bogović
Mile Bogović (Cerovac, 7 agosto 1939 – Fiume, 19 dicembre 2020) è stato un vescovo cattolico croato.

## Biografia
Mile Bogović nacque a Cerovac, vicino a Slunj, il 7 agosto 1939.

### Formazione e ministero sacerdotale
Frequentò la scuola elementare di Slunj e il liceo classico del seminario di Pisino. Completò gli studi di filosofia e teologia a Pisino e Zagabria.
Il 5 luglio 1964 fu ordinato presbitero per la diocesi di Fiume. In seguito fu vicario parrocchiale a Segna e amministratore parrocchiale di Krivi Put. Nel 1966 fu inviato a Roma per studi. Nel 1971 conseguì il dottorato in storia della Chiesa presso la Pontificia Università Gregoriana. Tornato in patria fu professore di storia della Chiesa presso la Facoltà di teologia di Fiume; segretario di monsignor Viktor Burić dal 1970 al 1974; rettore dalla Facoltà di teologia di Fiume dal 1974 al 1985; parroco e decano di Praputnjak dal 1981 al 1985 e vicario generale dal 1985. Fu anche capo del patrimonio sacro a Segna.

### Ministero episcopale
Il 4 giugno 1999 papa Giovanni Paolo II lo nominò vescovo ausiliare di Fiume-Segna e Tamata. Ricevette l'ordinazione episcopale il 29 dello stesso mese nella cattedrale di San Vito a Fiume dall'arcivescovo metropolita di Fiume-Segna Anton Tamarut, co-consacranti il vescovo di Veglia Valter Župan e quello di Parenzo e Pola Ivan Milovan. Prese residenza a Gospić ed ebbe l'incarico di esaminare le possibilità di fondare una nuova diocesi.
Il 25 maggio 2000 lo stesso pontefice lo nominò primo vescovo della nuova diocesi di Gospić-Segna.
Nel luglio del 2006 compì la visita ad limina.
Il 4 aprile 2016 papa Francesco accettò la sua rinuncia al governo pastorale della diocesi per raggiunti limiti di età. Continuò a reggere la diocesi come amministratore apostolico fino all'ingresso in diocesi del suo successore, il 25 maggio 2016.
Pubblicò cinque libri e 80 articoli scientifici. La sua attività scientifica fu diversificata, ma si possono individuare tre aree alle quali prestò maggiore attenzione: i rapporti con la Chiesa ortodossa, la storia delle diocesi di Segna e di Modruš o Corbavia (soprattutto del periodo in cui entrò a fare parte della diocesi di Fiume) e la cultura glagolitica.
In seno alla Conferenza episcopale croata fu presidente della commissione per il martirologio croato; membro della commissione per i rapporti con lo Stato; membro della commissione per il dialogo con la Chiesa ortodossa serba; membro della commissione per la Caritas croata e membro della commissione mista Conferenza episcopale croata-Unione dei superiori maggiori della Croazia.
Fu anche membro del consiglio di amministrazione del Consiglio culturale croato.
Il 3 dicembre 2020 risultò positivo al nuovo coronavirus SARS-CoV-2 e il 6 dello stesso mese fu ricoverato all'ospedale di Gospić. A causa del deterioramento delle sue condizioni, il 10 dicembre fu trasferito al centro clinico di malattie respiratorie dell'ospedale di Fiume. Morì alle ore 19 del 19 dicembre all'età di 81 anni. Le esequie si tennero il 22 dicembre alle ore 11 nella cattedrale dell'Annunciazione della Beata Vergine Maria a Gospić e furono presiedute da monsignor Zdenko Križić, suo successore. Al termine del rito fu sepolto nello stesso edificio.

## Genealogia episcopale
La genealogia episcopale è:
- Cardinale Scipione Rebiba
- Cardinale Giulio Antonio Santori
- Cardinale Girolamo Bernerio, O.P.
- Arcivescovo Galeazzo Sanvitale
- Cardinale Ludovico Ludovisi
- Cardinale Luigi Caetani
- Cardinale Ulderico Carpegna
- Cardinale Paluzzo Paluzzi Altieri degli Albertoni
- Papa Benedetto XIII
- Papa Benedetto XIV
- Papa Clemente XIII
- Cardinale Bernardino Giraud
- Cardinale Alessandro Mattei
- Cardinale Pietro Francesco Galleffi
- Cardinale Giacomo Filippo Fransoni
- Cardinale Carlo Sacconi
- Cardinale Edward Henry Howard
- Cardinale Mariano Rampolla del Tindaro
- Cardinale Rafael Merry del Val
- Arcivescovo Anton Bauer
- Arcivescovo Josip Antun Ujčić
- Cardinale Franjo Šeper
- Cardinale Franjo Kuharić
- Arcivescovo Anton Tamarut
- Vescovo Mile Bogović